# Тропикалия

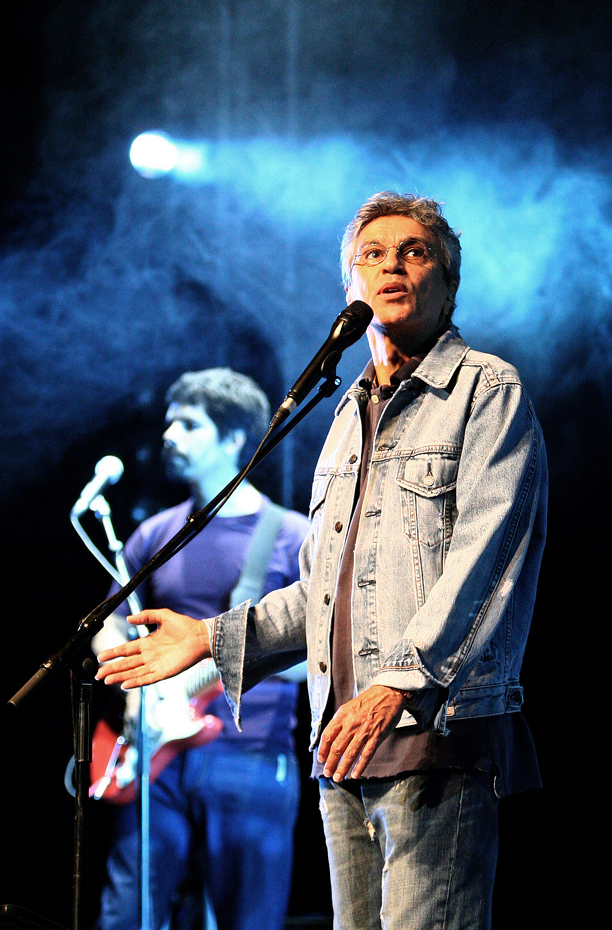
Каэтану Велозу на концерте в Лиссабоне.

Тропика́лия (порт. tropicália) или тропикализм — культурно-политическое движение, возникшее в Бразилии первоначально как музыкальное течение и названное по аналогии с психоделией. Представляло собой смесь традиционной бразильской музыки с психоделическим роком, фанком, джазом и авангардом. То, что получилось в результате, стало не просто новым музыкальным направлением, а целым социо-культурно-политическим явлением, смешением различных жанров искусства. Отсчёт истории тропикалии принято начинать с 1968 года.
В 2012 году режиссёр Марселу Машаду выпустил документальный фильм Tropicália.

## Основные представители
- Жилберту Жил (Gilberto Gil)
- Каэтану Велозу (Caetano Veloso)
- Гал Коста (Gal Costa)
- Том Зе (Tom Zé)
- Артур Верокаи (Arthur Verocai)
- Os Mutantes